# والتر هوراك
والتر هوراك (بالألمانية: Walter Horak)‏ (1 يونيو 1931 بالنمسا - ) هو لاعب كرة قدم نمساوي في مركز الهجوم، شارك في كأس العالم 1958. وشارك مع منتخب النمسا لكرة القدم. أما مع النوادي، فقد لعب مع أدميرا فاكر مودلينغ وأوستريا فيينا وغراتزر أي كاي ونادي سوشو ونادي فينر ونادي كارنتين وواكر فيينا ‏ وفيينا سبورت كلوب ‏.

## وصلات خارجية
- والتر هوراك على موقع الاتحاد الأوربي (الإنجليزية)
- والتر هوراك على موقع قاعدة بيانات كرة القدم.إي يو (الإنجليزية)
- والتر هوراك على موقع ناشيونال فوتبول تيمز (الإنجليزية)